# Vaccaria oxyodonta
Vaccaria oxyodonta är en nejlikväxtart som beskrevs av Pierre Edmond Boissier. Vaccaria oxyodonta ingår i släktet åkernejlikor, och familjen nejlikväxter. Inga underarter finns listade i Catalogue of Life.